# Невир
Невир (укр. Невір) — село в Камень-Каширской городской общине Камень-Каширского района Волынской области Украины.
До 2020 года входило в Любешовский район.
Код КОАТУУ — 0723182602. Население по переписи 2001 года составляет 539 человек. Почтовый индекс — 44223. Телефонный код — 3362. Занимает площадь 1747 км².
Расположено в 3 км от границы с Белоруссией.